# 바실 콜라로프

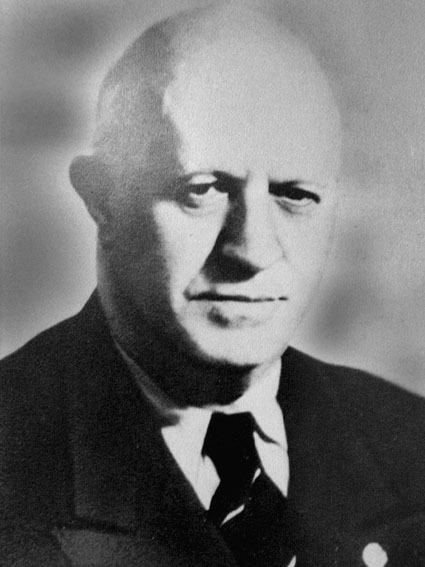

바실 페트로프 콜라로프(불가리아어: Васил Петров Коларов 1877년 7월 16일 ~ 1950년 1월 23일)는 불가리아 법학자, 교육자, 정치인으로, 불가리아 공산당과 코민테른의 고위 간부였다.

## 일생

### 초기 생애
바실 콜라로프는 1877년 7월 16일에 오스만 제국령 불가리아 식민지 슈멘의 한 제화공 집안에서 태어났다. 청년이 된 콜라로프는 고등 교육을 받기 위해 바르나로 이주했고 1895년 사범학교를 졸업하고 교사가 되었다.
같은해 그는 니코폴의 한 고등학교의 교사로 부임했고 1897년까지 재직하였다. 교사 재직중 바실 콜라로프는 마르크스주의 사상에 감회하여 불가리아 노동사회민주당에 입당하였다. 그후 콜라로프는 법학을 공부하기 위해 불가리아를 떠나 제네바 대학교 법학과를 졸업했고 1900년에 변호사 자격증을 취득했다.
1904년 바실 콜라로프는 플로브디프에서 변호사 사무실을 개업했고 탄압받는 공산주의자들을 변호하며 그들과 깊은 인연을 맺었고 그것을 계기로 정치에 입문했다.
1912년 제1차 발칸 전쟁이 발발하자 소위로 임관하여 참전하였고, 아드리아노플 전투에서 2차례에 걸쳐 발칸 동맹의 승리를 이끌어내며 전쟁 영웅이 되었다.
1913년 콜라로프는 불가리아 왕국에게 탄압받는 무산자 계급과 정치범의 승소 판결을 이끌어낸 공로를 인정받아 당으로부터 공천을 받았고, 1913년 국회의원으로 출마해 당선되어 1923년까지 재직하였다.

### 정치 경력
바실 콜라로프는 유능한 변호사이자 전쟁 영웅이었으나, 1915년 치머발트 회의때까지 존재감을 드러내지 않았다. 그는 혁명을 주장하는 급진파와 개혁을 선호하는 온건파에게서 모두 거리를 두며 보다 중립적인 노선인 중앙파 마르크스주의를 표방했다. 그러나 그는 중앙파에 속하면서도 공산주의를 달성하기 위한 방법으로 과학적 사회주의를 제시했다.
러시아 혁명으로 러시아 제국이 붕괴되고, 10월 혁명으로 볼셰비키가 집권하는 일련의 과정을 목격한 뒤로 급진파로 전향했고, 1919년 불가리아의 볼셰비키 세력들을 규합해 불가리아 공산당을 창당하였다.
같은해 콜라로프는 불가리아 공산당의 당수로 선출되며 자동적으로 코민테른의 간부가 되었으나, 루마니아 왕국의 비밀경찰에 납치되어 코민테른 제2차 대회에 참가할 수 없었다.
콜라로프는 루마니아 변방의 강제수용소에 불법 구금되었으나 1921년에 탈출했고 1923년에는 코민테른 집행위원회 위원으로 선출되며 빈, 프라하 등 동유럽 도시에서 반군국주의, 반파시즘 집회를 주최하고 불가리아로 귀국해 9월 봉기를 일으켰으나 혁명이 실패하였고 동지인 게오르기 디미트로프와 함께 소련으로 망명했다.
1939년 제2차 세계 대전이 발발하자 나치 독일의 군사 행동에 대한 중립을 요구하는 코민테른의 당론을 거스르면서도 대중들에게 반파시즘-반제국주의 저항을 호소하였다. 1943년 이오시프 스탈린이 연합국의 의심을 해소하기 위해 코민테른이 해산하자 그는 모든 직책에서 사임하게 되었다.
1944년 불가리아 봉기로 불가리아 왕국이 사실상 붕괴되고 신정부가 수립되자 20년간의 망명 생활을 마치고 다시 귀국하였으며, 국회의원으로 재선되었다. 그는 신정부에서 공산당의 확대하기 위해 키몬 게오르기에프와 협상을 벌였고 그 결과 콜라로프 본인이 부총리 겸 내무부장관으로 임명되며, 각종 혁신적인 사회 개혁들이 단행되었다.
1946년 불가리아 총선거에서 대통령으로 선출된 바실 콜라로프는 불가리아 인민공화국 설립을 선포했고 이듬해인 1947년 게오르기 디미트로프에게 권력을 이양했다. 그러나 1949년 디미트로프가 사망하면서 콜라로프는 다시 국가원수가 되었고 1950년 건강이 악화되자 벌코 체르벤코프를 후계자로 지명한 뒤 눈을 감았다.

## 사후
바실 콜라노프의 장례는 공산주의 국가의 예법에 따라 국장으로 치러졌으며, 시신은 게오르기 디미트로프 영묘에 안장되었다.
콜라로프의 출생지인 슈멘은 그의 이름을 따 1950년부터 1956년까지 콜라로프그라드로 명명되었다.